# Physiologus

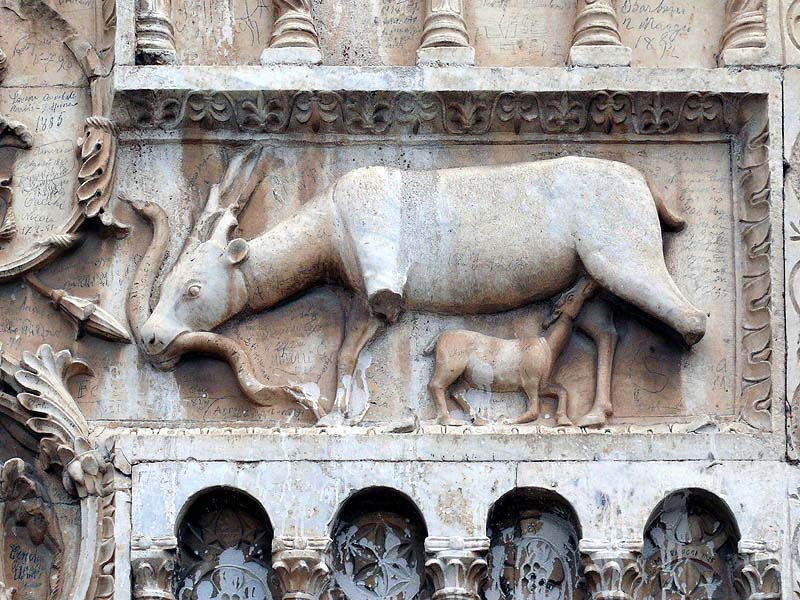
Im Physiologus wird der Hirsch als Todfeind der Schlange beschrieben und damit Christus gleichgesetzt, der den Teufel bekämpft – San Pietro fuori le mura (Spoleto)

Physiologus (lateinisch; altgriechisch Φυσιολόγος) ist eine frühchristliche Naturlehre in griechischer Sprache. Erste Überlieferungen entstanden im 2. bis 4. Jahrhundert. Der ursprüngliche Physiologus besteht aus 48 Kapiteln, in denen Pflanzen, Steine und Tiere beschrieben und allegorisch auf das christliche Heilsgeschehen hin gedeutet werden. Der Physiologus fand weite Verbreitung im christlichen Orient und dem mittelalterlichen Europa und wurde in viele Sprachen übersetzt.
Mit Abbildungen versehen wurde der Text erst sekundär, so im Codex Smyrnensis, einer im 14. Jahrhundert entstandenen Handschrift, die 1922 im Brand von Izmir vernichtet wurde.

## Ursprung
Physiologus ist die latinisierte Form von altgriechisch φυσιολόγος physiológos, was so viel wie ‚die Beschaffenheit der natürlichen Körper untersuchend‘ oder ‚die Natur in ihrem Wesen und ihren Gründen untersuchend und sie anderen erklärend‘ bzw. speziell ‚Naturforscher‘ oder ‚Naturphilosoph‘ bedeutet. In diesem Sinne bezeichnet Physiologus einen anonymen Gewährsmann, auf den sich das Werk bezieht und den es zitiert. In einigen Bearbeitungen wird er mit Persönlichkeiten wie Salomo oder Aristoteles in Verbindung gebracht. Prinzipiell ist die Frage der historischen Verfasserschaft jedoch sekundär, da der Verfassername möglicherweise nur zur quellenkundlichen Legitimation des Textes genannt wurde, ohne ein reales Vorbild zu besitzen. In den älteren Bearbeitungen nennen sich die Autoren in der Regel nicht und auch in späteren Versionen tauchen sie nur selten auf. Daher kann man davon ausgehen, dass der Physiologus seit der Spätantike bis ins Mittelalter als eine Art Gemeingut angesehen wurde.
Der ursprüngliche, griechische Physiologus ist wohl im 2. Jahrhundert in Alexandria entstanden. Er besteht aus 48 Abschnitten, die meist reale oder fabelhafte Tiere, wie zum Beispiel den Caladrius, aber auch einen Baum (Peridexion) und einige Mineralien behandeln. Der spätere byzantinische Physiologus enthält sechs Zusätze. Darüber hinaus gibt es noch eine stärker moralisierende Version mit 30 Abschnitten, die dem Kirchenvater Basilius zugesprochen wird.
Die einzelnen Kapitel sind meist so aufgebaut, dass nach einer Einleitung, welche das Tier benennt, und der formelhaften Wendung „Der Physiologus sagt von …“ Aussagen über das Verhalten des Tieres in bestimmten Situationen gemacht werden. Aus den beschriebenen Eigenschaften, dem Charakter und Verhalten des Tieres wird anschließend eine Analogie zur christlichen Heilsgeschichte hergestellt. Entweder finden sich symbolische Parallelen zu Christus, seinem Opfertod, seiner Auferstehung oder Erlösung (z. B. bei dem Verhalten der Pelikanmutter, ihre Jungen mit ihrem Blut zum Leben zu erwecken) oder die Tiere geben ein Beispiel für christliche Tugenden. Ziel ist weniger die naturkundliche Information der Leserschaft, im Gegensatz zu den antiken Vorlagen, in denen die Natur noch einen größeren Stellenwert einnahm, als die Beweisführung, dass die sichtbare Schöpfung Zeichen für einen umfassenden christlichen Heilsplan sei. Abgeschlossen werden die meisten Kapitel mit der Formel „Wohlgesprochen hat der Physiologus über …“ . In der Version nach Basilius schließt sich dann noch eine moralisierende Auslegung an.

## Verbreitung
Im 5. Jahrhundert wurde der Physiologus ins Äthiopische übersetzt, auch ins Syrische wird er ab dem 5. Jahrhundert mehrmals übertragen. Zudem sind Reste einer koptischen Übersetzung, eine armenische, zwei arabische Versionen bekannt. 
Aus dem 15. Jahrhundert blieben georgische und russische Übersetzungen erhalten. Nachdem der Physiologus im 16. Jahrhundert auch im Rumänischen bekannt geworden war, folgten Übertragungen ins Serbische, Bulgarische und Tschechische.
Große Bedeutung kam den lateinischen Physiologus-Ausgaben zu. Erste Übersetzungen stammen schon aus der Zeit vor 431 n. Chr. und früheste Handschriften sind aus dem 8./9. Jahrhundert erhalten. Es entstanden schließlich zwei lateinische Fassungen: Dicta Chrysostomi und Physiologus Theobaldi. Diese waren die Vorlagen für die deutschen Bearbeitungen, aus denen sich die späteren mittelalterlichen Bestiarien entwickelten. Die älteste illustrierte lateinische Ausgabe der christlichen Naturlehre ist der Berner Physiologus (um 830 im Kloster Hautvillers, Nordfrankreich), benannt nach seinem heutigen Aufbewahrungsort, der Burgerbibliothek Bern.
Die älteste germanische Übertragung ist eine angelsächsische poetische Bearbeitung aus dem 9. Jahrhundert. Später folgten zwei weitere englische Fassungen sowie eine flämische und eine altisländische Übersetzung (in zwei Fragmenten um 1200).
Eng an den Physiologus lehnen sich altfranzösische bestiaires ab dem 12. Jahrhundert an, und auch im Libro de los Gatos, entstanden im 14. Jahrhundert in Spanien, ist der Einfluss des Physiologus unverkennbar. Zudem entstanden in der Region des heutigen Italien vom Physiologus beeinflusste Bestiarien. Insgesamt ist der Physiologus eines der im Mittelalter am weitesten verbreiteten Werke in Europa.

## Armenischer Physiologus
Die armenische Übersetzung des Physiologus entstand um das Jahr 600. Mit einer Reihe von Tierfabeln, etwa denen von Äsop, die aus dem Griechischen übersetzt wurden, ist das Werk in der Sammlung Baroyakhos („Moralist“) enthalten. Motive aus dem Physiologus fanden Eingang in die Glaubenstradition der Armenisch-Apostolischen Kirche und gehören zur Ikonografie der armenischen Miniaturmalerei. In den armenischen Darstellungen der Kreuzigung Christi kommt ein Löwe vor, der unter dem Kreuz schläft und in den vier Evangelien fehlt. Im Physiologus heißt es hierzu, dass eine Löwin ein totes Junges zur Welt bringt. Am dritten Tag kommt der männliche Löwe vorbei und bläst und schreit solange über das tote Junge hinweg, bis es zum Leben erwacht. Der Löwe steht in der Kreuzigungsszene symbolisch für Christus, der mit Gottes Wille am dritten Tag von den Toten aufersteht.
In der Ende des 6. oder Anfang des 7. Jahrhunderts entstandenen Miniatur von der Taufe Jesu im Etschmiadsin-Evangeliar erscheinen am Rand rosafarbene Pelikane auf Abendmahlskelchen, ein in der byzantinischen Kunst unbekanntes Motiv. Nach dem Physiologus pickt der Pelikan in seine Brust und erweckt mit dem eigenen Blut sein totes Junges wieder zum Leben. Nach der armenischen Glaubenstradition verhält er sich damit wie der sich am Kreuz opfernde Christus.

## Deutsche Physiologus-Ausgaben
Deutsche „Physiologi“ wurden bis zum 15. Jahrhundert aus dem Lateinischen übersetzt. Erhalten sind eine althochdeutsche und zwei frühmittelhochdeutsche Versionen aus dem 11./12. Jahrhundert, sowie einige „Physiologi Theobaldi“ des 15. Jahrhunderts.

### Althochdeutscher Physiologus
Der „ältere“ oder althochdeutsche Physiologus ist die Übersetzung einer lateinischen Dicta-Version und entstand um 1070. Von den ursprünglichen 27 Kapiteln sind 12 erhalten, die in einer Wiener Handschrift (Cod. Vind. 223) als „Lückenbüßer“ zwischen einer Schrift des Eugenius von Toledo und einem Stück Vergilkommentar überliefert sind. Als Herkunftsort der Handschrift vermutet man das Kloster Hirsau. Der Text bricht nach den ersten 12 Tieren im Eidechsenkapitel ab. Insgesamt ist er – wie vielleicht schon seine Vorlage – stark gekürzt, und unter den wenigen Bibelzitaten finden sich zwei lateinische.

#### Textbeispiel Hyäne
| Ein tîer heizzit ígena un íst uuílon uuíb, uuîlon mân, unde durih daz ist ez vile unreine: solihe uuarin di der erist Crist petiton, un after diu abgot beginen. Daz bézêichenet di der neuuedir noh ungeloubige noh rehtegeloubige nesint. Von diu chat Salomon: >Dídir zuivaltic sint in irro herzin, dîe sint ôuh zuivaltic in iro uuerchin.< | Ein Tier heißt Hyäne und ist bisweilen Frau, bisweilen Mann, und deshalb ist es sehr unrein: so beschaffen waren die, die zuerst Christus anbeteten und danach die Götzen verehrten. Damit gemeint sind die, die weder mehr Ungläubige noch Rechtgläubige sind. Darüber spricht Salomon: >Diejenigen, die zwiefältig sind in ihrem Herzen, die sind auch zwiefältig in ihren Werken.< |

### Frühmittelhochdeutsche Physiologus-Ausgaben
Aus frühmittelhochdeutscher Zeit sind der Wiener-Prosa-Physiologus und der gereimte Millstätter Physiologus erhalten. Beide gehen auf eine gemeinsame Vorlage, eine lateinische Dicta-Version, zurück und sind jeweils in Sammelhandschriften zwischen der althochdeutschen Genesis- und der althochdeutschen Exodus-Erzählung überliefert.
Der jüngere oder Prosa-Physiologus besteht aus 27 Kapiteln und wird auf 1200 datiert. Er ist in bairisch-österreichischem Dialekt mit schwäbischen Einsprengseln geschrieben. Im Gegensatz zum Althochdeutschen Physiologus sind alle Bibelzitate eingedeutscht, was darauf hindeuten könnte, dass diese Version für den Vortrag vor Laien gedacht war.
Der Millstätter Physiologus ist eine in einfachen Reimen umgesetzte Version aus dem bairisch-österreichischen Sprachgebiet. Der Text ist mit schlichten Strichzeichnungen illustriert. Neben diesen beiden Überlieferungen existiert noch ein Fragment in einer Handschrift des 12. Jahrhunderts. Dieses sogenannte Schäftlarner Fragment hat jedoch einen zu geringen Umfang, um näher eingeordnet werden zu können.

### Spätmittelalterliche Physiologus-Ausgaben
Aus dem 15. Jahrhundert sind drei deutsche Bearbeitungen des Physiologus Theobaldi erhalten: der Physiologus Theobaldi deutsch, der Indersdorfer Physiologus und der Physiologus Theobaldi in Reimpaaren. Daneben stammt auch der Melker Physiologus aus dieser Zeit. Hierbei handelt es sich um 20 Zeilen auf drei Steintafeln in der Danielskirche von Celje (Slowenien). Dieser konnte jedoch bisher keiner Vorlage zugeordnet werden und weicht sowohl in Bestand der Kapitel als auch bezüglich Namen und Beschreibung der Tiere vom traditionellen Physiologus ab.

### Frühneuzeitliche Physiologus-Ausgaben

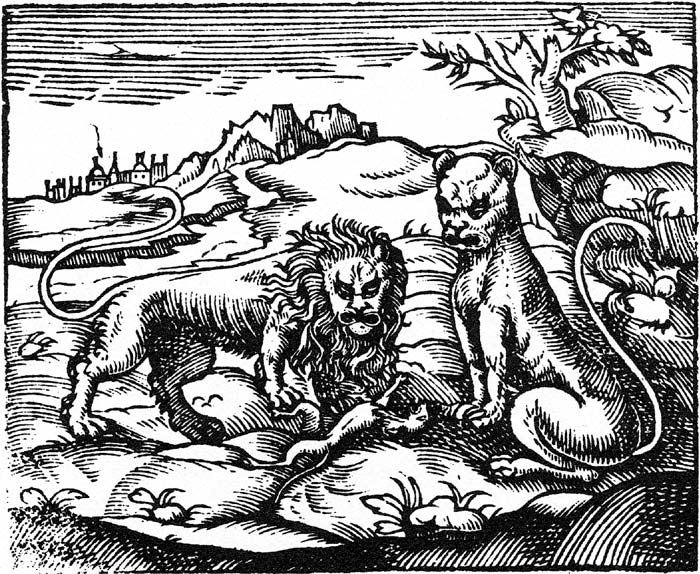
Der Löwe erweckt sein Junges nach drei Tagen zum Leben. Holzschnitt. In: Epiphanius Constantiensis [Gonzales Ponce de Léon]: ΕΙΣ ΤΟΝ ΦΥΣΙΟΛΟΓΟΝ / Ad Physiologum. Zannettus, Ruffinellus, Rom 1587, S. 6–9.

In der Frühen Neuzeit nahm das reiche Motivrepertoire des Physiologus eine Schlüsselrolle ein für die Entwicklung der frühneuzeitlichen Sinnbildkunst und insbesondere der Emblematik ein und wurde durch Bezug auf neueres naturkundliches Wissen fortlaufend erweitert. Gedruckt erschien der Physiologus sowohl in einer lateinischen Nachdichtung aus der Mitte des 13. Jahrhunderts als auch in ausführlich kommentierten lateinisch-griechischen Ausgaben.

### Wirkung
Der Physiologus wirkte sich nachhaltig auf die bildende Kunst und Literatur des Mittelalters und der Neuzeit aus. Aufgrund seiner weiten Verbreitung wird er als Quelle für viele Tiergeschichten angenommen, was jedoch nicht immer nachzuweisen ist. Konkrete Bezugnahmen finden sich sowohl in geistlichen als auch in weltlichen Texten. Noch im Don Quixote finden sich die Berichte von Einhorn, Phönix, Biber und Turteltaube wieder.
Die größte Wirkung entfaltete der Physiologus im Bereich der christlichen Ikonographie. Hervorzuheben sind hier besonders legendenhafte Motive des Physiologus z. B. bei der Darstellung des Löwen, der seine Jungen durch Anhauchen zum Leben erweckt, der Pelikan, der mit seinem Blut seine Jungen, die er selbst getötet hatte, wieder lebendig macht (die Version, dass er die Jungen mit seinem Blut nährt, ist eine spätere Verharmlosung der Geschichte), der Adler, der in die strahlende Sonne blickt und so die kühne Erhebung frommer Seelen symbolisiert, die in der Betrachtung Gottes den Glanz des Ewigen erblicken, aber auch das Einhorn und der Phoenix, der aus der Asche aufersteht, werden häufig dargestellt. Laut Otto Seel werden Tiere hier nicht im Sinne der Biologie behandelt, sondern als Ideogramme. Es geht um symbolische Umrisse, die zum Mystischen hin transparent bleiben und Konturen ohne Füllung anbieten.
Der Physiologus hinterlässt seine Spuren auch im Übergang zur wissenschaftlichen Zoologie etwa in der Bezugnahme auf die Geschichte des Löwen in der Historia animalium des Conrad Gessner (1516–1565) von 1551.

## Textausgaben und Übersetzungen
- Theobaldus Episcopus: Physiologus de naturis XII animalium. Heinrich Quentell, Köln um 1490. Digitalisat
- Emil Peters: Der griechische Physiologus und seine orientalischen Übersetzungen. S. Calvary & co., Berlin 1898 (Griechisch und Deutsch). Digitalisat
- Francis J. Carmody (Hrsg.): Physiologus latinus. Editions préliminaires, versio B. Paris 1939.
- Francis J. Carmody (Hrsg.): Physiologus latinus versio Y. Berkeley / Los Angeles 1941 (= University of California Publications in classical philology. Band 12.7).
- Der Physiologus. Übertragen und erläutert von Otto Seel, München 1970; 4. Auflage ebenda 1984.
- Dimitris Kaimakis (Hrsg.): Der Physiologus nach der ersten Redaktion. Meisenheim am Glan 1974 (= Beiträge zur Klassischen Philologie. Band 63).
- Dieter Offermanns: Der Physiologus nach den Handschriften G und M. Meisenheim am Glan 1966 (= Beiträge zur Klassischen Philologie. Band 22).
- Ursula Treu (Übersetzung und Hrsg.): Physiologus. Frühchristliche Tiersymbolik. Union Verlag Berlin, 1981.
- Der Physiologus – Tiere und ihre Symbolik. Anaconda, Köln 2005, ISBN 3-938484-01-2.
- Physiologus Griechisch/Deutsch, übersetzt und herausgegeben von Otto Schönberger. Reclam, Stuttgart 2001, ISBN 3-15-018124-0.[17]
- Christian Schröder: Der Millstätter Physiologus. Text, Übersetzung, Kommentar. Königshausen & Neumann, Würzburg 2005, ISBN 3-8260-2736-1.
- Friedrich Maurer (Hrsg.): Der altdeutsche Physiologus. Die Millstätter Reimfassung und die Wiener Prosa (nebst dem lateinischen Text und dem althochdeutschen Physiologus). Tübingen 1967 (= Altdeutsche Textbibliothek. Band 67).
- Physiologus. Frühchristliche Tiersymbolik. Übersetzt und herausgegeben von Ursula Treu. Union Verlag, Berlin (Ost) 1981 (DNB 810706830, mit ausführlichem Nachwort). 3. Auflage (Physiologus. Naturkunde in frühchristlicher Deutung), Artia Verlag, Hanau 1998. Mit 12 späteren Erweiterungen der ursprünglich 48 Kapitel.[18]